# Myrmotherula unicolor
El hormiguerito unicolor u hormiguero unicolor (Myrmotherula unicolor), es una especie de ave paseriforme de la familia Thamnophilidae perteneciente al numeroso género Myrmotherula. Es endémico de la región costera del sureste  de Brasil. 

## Distribución y hábitat
Se distribuye en una faja costera que va desde el norte de Río de Janeiro hasta el norte de Río Grande do Sul, en el sureste de Brasil.
Esta especie es considerada poco común en el sotobosque de bosques húmedos de tierras bajas, principalmente debajo de los 200 m de altitud.

## Estado de conservación
El hormiguerito unicolor ha sido calificado como especie casi amenazada por la Unión Internacional para la Conservación de la Naturaleza (IUCN), debido a que su población total, estimada en más de 10 000 individuos, se restringe a bosques primarios, y se presume estar en moderada decadencia debido a la pérdida y degradacion de su hábitat.

## Sistemática

### Descripción original
La especie M. unicolor fue descrita por primera vez por el naturalista francés Édouard Ménétries en 1835 bajo el nombre científico «Myrmothera unicolor»; localidad tipo «sin localidad = Río de Janeiro, Brasil».

### Etimología
El nombre genérico femenino «Myrmotherula» es un diminutivo del género Myrmothera, del griego «murmos»: hormiga y «thēras»: cazador; significando «pequeño cazador de hormigas»; y el nombre de la especie «unicolor», del latín «unicolor, unicoloris»: uniforme, liso, de un color.

### Taxonomía
Ya fue considerada conespecífica con Myrmotherula snowi, también parece ser pariente cercana a M. behni y M. grisea de los Andes y de las montañas del norte de la Amazonia, las cuatro han sido agrupadas en el llamado «complejo de Myrmotherula de alas lisas», combinado con el    llamado «complejo de hormigueritos grises», del cual también forman parte Myrmotherula axillaris, M. iheringi, M. minor, M. schisticolor, M. sunensis, M. longipennis, M. urosticta y M. menetriesii; a pesar de que el grupo posiblemente no sea monofilético. Es monotípica.